# Hispânia Citerior

Hispânia Citerior (em latim: Hispania Citerior) foi uma província romana fundada durante a República Romana, mais precisamente em 197 a.C.. Situava-se a nordeste da Península Ibérica. Nela estavam situadas as cidades de Tarraco (Tarragona), Sagunto e Nova Cartago (Cartagena) todas na costa, e Ilerda (Lérida) no interior da Península. Em 27 a.C., Augusto mudou o nome da Hispânia Citerior para Hispânia Tarraconense ou abreviadamente Tarraconense, tornando-a, juntamente com as outras, numa província imperial.